# Taenioides limicola
 Taenioides limicola és una espècie de peix de la família dels gòbids i de l'ordre dels perciformes.

## Morfologia
- Els mascles poden assolir 12 cm de longitud total.[4][5]

## Hàbitat
És un peix de clima subtropical i demersal.

## Distribució geogràfica
Es troba a la costa oriental de Sud-àfrica i les Illes Ryukyu (el Japó).

## Observacions
És inofensiu per als humans.